# Vincenzo Bandello
Vincenzo Bandello ou Vincenzo Bandelli, né à Castelnuovo Scrivia en 1435 et mort à Altomonte le 27 août 1506, est un théologien italien.

## Biographie
Vincenzo Bandello nait, en 1435, à Castel-Nuovo. Après avoir achevé ses études à Bologne, il embrassa la règle de St-Dominique.  Chargé d’abord d’enseigner la théologie, il est député plusieurs fois à ces assemblées solennelles où se debattent, en présence du souverain pontife et du Sacré Collège, les questions que l’esprit religieux du siècle.  En 1484, lors d'une de ces assemblées, il reçoit des mains du pape Innocent VIII le laurier doctoral. Revêtu successivement des principales dignités de l’ordre, il en est élu général en 1501. Son zèle lui fait entreprendre la visite de toutes les maisons que l’ordre possédait en France, dans les Pays-Bas et en Espagne. Revint en Italie épuisé de fatigues il meurt lors de la visite d'un couvent à Altomonte, dans la Calabre citérieure, le 27 août 1506. Son corps inhumé en la basilique San Lorenzo Maggiore de Naples. 
Vincenzo Bandello fut l’un des plus violents adversaires de l’Immaculée Conception de la Vierge, traitant les franciscains qui la défendaient d’ignorants, d’impies et d’hérétiques, jusqu’à ce que le pape Sixte IV, par sa bulle de 1485, condamnant Bandello et ses adhérents, fait triompher l’opinion opposée.

## Œuvres
Outre quelques ouvrages restés manuscrits et dont on trouvera les titres dans les Scriptores ordinis prœdicator. des PP. Quétif et Échard, t. 2, p. 1, on a de Bandello :
- Libellus recollectorius de Veritate conceptions B. Maria Virginis, Milan, Valdarfer, 1475, in-4°, goth., volume très-rare. Cet ouvrage fut, suivant le P. Laire, l’origine des querelles qui divisèrent si longtemps les cordeliers et les dominicains. (Voy. l’Index libror. ab invent. typograph., t. 2, p. 99.) Il a été vivement réfuté par le P. Louis della Torre, cordelier, dans son Apologia pro Conceptione immaculata, Brescia, 1486, in-4°.
- Tractatus de singulari puritate et prœrogativa conceptionls Salvatoris Dom. nostri Jesu Christi, Bologne, 1484, in-4° ; ce volume n’est pas moins rare que le précédent. La réimpression, format in-12, ad exemplar Bononiæ, 1481, n’est point recherchée. On peut consulter, pour plus de détails, l’Histoire des hommes illustres de l’ordre de St-Dominique, par le P. Tourou, t. 3, p. 675-684.